# Kumanomido Satoshi
Satoshi Kumanomido (sinh ngày 5 tháng 4 năm 1969) là một cầu thủ bóng đá người Nhật Bản.

## Sự nghiệp câu lạc bộ
Satoshi Kumanomido đã từng chơi cho Kashiwa Reysol.